# Reginald Stewart
Reginald Drysdale Stewart (* 20. April 1900 in Edinburgh, Schottland; † 8. Juli 1984 in Santa Barbara/Kalifornien, Vereinigte Staaten) war ein kanadischer Dirigent, Pianist und Musikpädagoge.

## Leben
Der Sohn des Dirigenten und Organisten Edward Stewart hatte den ersten Unterricht bei H. T. Collinson, dem Chorleiter der St. Mary’s Anglican Cathedral seiner Heimatstadt. Er studierte dann bei Arthur Friedheim und Mark Hambourg in Toronto und bei Nadia Boulanger und Isidore Philipp in Paris. In den 1920er Jahren war er Pianist des Hambourg Trio. 1925 unternahm er als Pianist eine Konzertreise durch den Westen von Kanada. Er dirigierte im Rundfunk und trat zwischen 1926 und 1928 mit dem Five Piano Ensemble auf. 1930 war er Gastdirigent des London Symphony Orchestra.
Bei der Besetzung der Dirigentenstelle des Toronto Symphony Orchestra konnte er sich 1931 nicht gegen Ernest MacMillan durchsetzen, was jahrelange Auseinandersetzungen zwischen seinen Anhängern und denen MacMillans nach sich zog. Stewart wurde dann musikalischer Leiter des Opera House of the Air und gründete und leitete den Toronto Bach Choir, mit dem er jährlich Bachs Johannespassion aufführte.
Daneben trat er als Dirigent bei der NBC in New York auf, war Gastdirigent von Orchestern in New York, Washington und Detroit und gab Konzerte als Pianist mit dem Chicago Symphony Orchestra und dem New York Philharmonic Orchestra. Von 1941 bis 1959 war er Direktor des Peabody Conservatory, von 1942 bis 1952 Dirigent des Baltimore Symphony Orchestra. 1956 leitete er in Kanada die Uraufführung von Harry Somers’ Five Dark Songs mit Maureen Forrester. Von 1958 bis 1960 unternahm er eine Konzertreise durch Europa und Südamerika.
1962 wurde er Artist in Residence an der Music Academy of the West im Santa Barbara County, deren Klavierdepartment er später leitete. Zu seinen Schülern zählten u. a. Glen Stewart Morley, Stanley St John, Albert Steinberg und John Weinzweig.

## Quelle
- Reginald Stewart. In:  Encyclopedia of Music in Canada. herausgegeben von The Canadian Encyclopedia (englisch, französisch).

| Personendaten    | Personendaten                                   |
| ---------------- | ----------------------------------------------- |
| NAME             | Stewart, Reginald                               |
| ALTERNATIVNAMEN  | Stewart, Reginald Drysdale (vollständiger Name) |
| KURZBESCHREIBUNG | kanadischer Dirigent, Pianist und Musikpädagoge |
| GEBURTSDATUM     | 20. April 1900                                  |
| GEBURTSORT       | Edinburgh                                       |
| STERBEDATUM      | 8. Juli 1984                                    |
| STERBEORT        | Santa Barbara, Kalifornien                      |